# Жан-Луї Барро
Жан-Луї́ Берна́р Барро́  (фр. Jean-Louis Bernard Barrault; нар. 8 вересня 1910, Ле-Везіне, Івлін, Франція — пом. 22 січня 1994, Париж, Франція) — французький театральний режисер, актор театру і кіно, мім, теоретик театру.

## Біографія та кар'єра
Жан-Луї Бернар Барро народився 8 вересня 1910 року в передмісті Парижа Ле-Везіне в сім'ї аптекаря. Його батько — Жуль Барро був власником скромної аптеки і підробляв у психіатричній лікарні по сусідству з домом. Мати Марсель-Елен, до шлюбу Валет. Під час Першої світової війни батька призвали санітаром на фронт. Доглядаючи за солдатами, хворими іспанкою заразився і помер. Через два роки мати повторно одружилася. Вихованням дітей займалися дідусь з бабусею. Дід Барро був виноградарем.
Барро закінчив елітний ліцей Шанталь в Парижі. Свою трудову діяльність починав як бухгалтер і продавець квітів. Навчався на курсах живопису в Луврській школі, вивчав акторську майстерність на курсах у Шарля Дюллена та в 1933—1935 роках грав у його трупі, пізніше ставив у його театрі Лафорга, Фолкнера, Гамсуна (останнього — спільно з Роже Бленом). Захоплювався мімічним мистецтвом.
У 1930-і роки Барро почав зніматися в кіно — Марк Аллегре, друг Андре Жіда, запросив Барро дебютувати на екрані в його фільмі «Прекрасні днинки» (1935). У 1945 з величезним успіхом зіграв міма Батиста Дебюро у фільмі Марселя Карне «Діти райка» (за сценарієм Ж. Превера). Починаючи з 1970 років знімався мало, віддаючи перевагу роботі в театрі. За час акторської кар'єри в кіно знявся у 50-ти фільмах. Співпрацював з такими кінорежисерами, як Георг Вільгельм Пабст, Анатоль Літвак, Крістіан-Жак, Саша Гітрі, Жан Ренуар та ін.
У 1940—1946 роках Жан-Луї Барро — актор і режисер в театрі «Комеді Франсез». Як режисер поставив «Федру» Ж. Расіна, «Атласний черевичок» Клоделя.
У 1942—1944 роках Барро керував Школою драматичного мистецтва (фр. École du Comédien) в Парижі, заснованою ним спільно з Жульєном Берто і Реймоном Руло.
У 1940 році Барро одружився з акторкою Мадлен Рено, а в 1946 році разом з нею створив власну трупу — «театральну компанію Рено-Барро» (у будівлі театру «Маріньї»), в якій він був режисером і головним актором. З 1953 року театр випускав «Зошити компанії».
У 1959 році за пропозицією міністра культури Андре Мальро Жан-Луї Барро очолив паризький театр «Одеон» («Театр де Франс»). На сцені театру йшли п'єси класичного репертуару (Шекспір, Расін) і сучасні твори — драми С. Беккета, Ж. Жене, Марґеріт Дюрас.
У травні 1968 року під час студентської революції Барро відкрив театр для бунтівників-студентів, які розміщувалися в ньому впродовж місяця. Через це під тиском А. Мальро він був вимушений покинути пост директора і разом з трупою залишити Одеон. Створив власний театр Д'Орсе (згодом — фр. Le théâtre du Rond - Point), де ставив оригінальні композиції на основі текстів Рабле, Вольтера, Ніцше, Жаррі.
Жан-Луї Барро помер 21 січня 1994 року в Парижі на 84-му році життя. Похований на цвинтарі Пассі.

## Обрані театральні постановки
- 1946 — «Помилкові визнання» / Les Fausses Confidences Мариво
- 1946 — «Гамлет» / Hamlet Шекспіра
- 1947 — «Ведмідь» / L'Ours Чехова
- 1947 — «Амфітріон» / Amphitryon Мольєра
- 1947 — «Процес» / Le Procès за Кафкою, текст А. Жіда і Ж.-Л.Барро
- 1948 — «Стан облоги» / L'Etat de siege Камю
- 1948 — / Occupe-toi d'Amélie Ж. Фейдо
- 1949 — «Витівки Скапена» / Les Fourberies de Scapin Мольєра
- 1950 — / Marlborough s'en va-t-en guerre М. Ашара
- 1950 — / Le Répétition ou L'Amour puni Ануя
- 1950 — «Брудні руки» / Les Mains sales Сартра
- 1951 — «Не жартуйте з коханням» / On ne badine pas avec l'Amour А. де Мюссе
- 1951 — «Вакх» / Bacchus Ж. Кокто
- 1953 — «Христофор Колумб» / Christophe Colomb П. Клоделя
- 1953 — «Лукреція» / Pour Lucrèce Жироду
- 1954 — «Мізантроп» / Le Misanthrope Мольєра
- 1954 — «Вишневий сад» / Le Cerisale А. Чехова
- 1955 — «Орестея» / L'Orestie Есхіла
- 1955 — «Береніка» / Bérénice Ж. Расіна
- 1955 — «Інтермеццо» / Intermezzo Жироду
- 1955 — «Вольпоне» / Volpone за Б. Джонсоном, текст Ж. Ромена і Ш. Цвайґа
- 1958 — «Атласний черевичок» / Le Soulier de satin Клоделя

## Вистави-пантоміми
- 1946 — «Baptiste», пантоміма-балет за Ж. Превером, муз. Владимира Косма (у співавторстві з М. Марсо)
- 1947 — «La Fontaine de Jouvence» за Борисом Кохно, муз. Жоржа Оріка
- 1954 — «Renard», текст Ш. Ф. Рамю, муз. І. Стравинського
- 1955 — «Les Suites d'une course», мімофарс за Ж. Сюперв'єлем, муз. А. Соге.

## Фільмографія
| Рік  |    | Українська назва                | Оригінальна назва                   | Роль                                     |
| ---- | -- | ------------------------------- | ----------------------------------- | ---------------------------------------- |
| 1935 | ф  | Прекрасні днинки                | Les beaux jours                     | Рене                                     |
| 1936 | ф  | Очима Заходу                    | Razumov: Sous les yeux d'occident   | Алдін                                    |
| 1936 | ф  | Женні                           | Jenny                               | дромадер                                 |
| 1936 | ф  | Єлена                           | Hélène                              | П'єр Реньє                               |
| 1936 | ф  | Велике кохання Бетховена        | Un grand amour de Beethoven         | Карл ван Бетховен                        |
| 1937 | ф  | За нас двох, мадам життя!       | À nous deux, madame la vie          | Поль                                     |
| 1937 | ф  | Мадемуазель лікар               | Mademoiselle Docteur                | божевільний клієнт                       |
| 1937 | ф  | Поліція устоїв                  | Police mondaine                     | Скоппа                                   |
| 1937 | ф  | Перлини корони                  | Les perles de la couronne           | молодий Бонапарт                         |
| 1937 | ф  | Дивна драма                     | Drôle de drame                      | Вільям Крампс, відомий як убивця-м'ясник |
| 1937 | ф  | Пуританин                       | Le puritain                         | Френсіс Фер'є                            |
| 1938 | ф  | Я звинувачую                    | J'accuse                            |                                          |
| 1938 | ф  | Буря                            | Orage                               | африканець                               |
| 1938 | ф  | Міражі                          | Mirages                             | П'єр Бове                                |
| 1938 | ф  | Висота 3,200                    | Altitude 3.200                      | Арман                                    |
| 1938 | ф  | Слід півдня                     | La piste du sud                     | Олькотт                                  |
| 1939 | ф  | Фаріне, або Золото в горах      | Farinet ou l'or dans la montagne    | Моріс Фаріне                             |
| 1941 | ф  | Парад семи ночей                | Parade en 7 nuits                   | Люсьєн                                   |
| 1941 | ф  | Монмартр на Сені                | Montmartre sur Seine                | Мішель Курта                             |
| 1942 | ф  | Фантастична симфонія            | La symphonie fantastique            | Гектор Берліоз                           |
| 1942 | ф  | Дивовижна доля Дезіре Кларі     | Le destin fabuleux de Désirée Clary | Наполеон Бонапарт                        |
| 1944 | ф  | Ангел ночі                      | L'ange de la nuit                   | Жак Мартен                               |
| 1945 | ф  | Діти райка                      | Les enfants du paradis              | Батист Дебюро                            |
| 1945 | ф  | Частина тіні                    | La part de l'ombre                  | Мішель Кремер                            |
| 1947 | ф  | Розкішний рогоносець            | Le cocu magnifique                  | Бруно                                    |
| 1948 | ф  | Від людини до людей             | D'homme à hommes                    | Анрі Дюнан                               |
| 1950 | ф  | Карусель                        | La ronde                            | Робер Куленкампф, поет                   |
| 1951 | ф  | Договір слини і вічності        | Traité de bave et d'éternité        | Lui-même                                 |
| 1953 | ф  | Таємниці Версаля                | Si Versailles m'était conté         | Фенелон                                  |
| 1958 | тф | Репетиція, або Покаране кохання | La répétition ou L'amour puni       | граф                                     |
| 1958 | тф | Заповіт доктора Кордельє        | Le testament du Docteur Cordelier   | доктор Кордельє / Опал                   |
| 1960 | ф  | Діалог кармеліток               | Le dialogue des Carmélites          | мім                                      |
| 1961 | ф  | Таємниця Бургундського двору    | Le miracle des loups                | Людовик XI                               |
| 1962 | ф  | Найдовший день                  | The Longest Day                     | батько Луї Рульо                         |
| 1964 | ф  | Великий переляк                 | La grande frousse                   | Дув                                      |
| 1966 | ф  | Чаппакуа                        | Chappaqua                           | доктор Бенуа                             |
| 1976 | ф  | Христофор Колумб                | Christophe Colomb                   | Христофор Колумб, легенда                |
| 1981 | ф  | Задіг або доля                  | Zadig ou La destinée                | відлюдник                                |
| 1982 | ф  | Атласний черевик                | Le soulier de satin                 | співробітник                             |
| 1982 | ф  | Ніч Варенни                     | La Nuit de Varennes                 | Nicolas Edmé Restif de la Bretonne       |
| 1985 | ф  | Анджело, тиран Падуанський      | Angelo, tyran de Padoue             | Орфео                                    |
| 1988 | ф  | Світло озера                    | La lumière du lac                   | старий                                   |

## Тексти
- Réflexions sur le théâtre. Paris: J. Vautrain, 1949
- Je suis homme de théâtre. Paris: Éditions du Conquistador, 1955
- Nouvelles réflexions sur le théâtre. Paris: Flammarion, 1959
- Souvenirs pour demain. Paris: Éditions du Seuil,1972
- Comme je le pense. Paris: Gallimard, 1975
- Размышления о театре. М.: Изд-во иностр. лит-ры, 1963(рос.)